# Atarba eluta
Atarba eluta är en tvåvingeart. Atarba eluta ingår i släktet Atarba och familjen småharkrankar.

## Underarter
Arten delas in i följande underarter:
- A. e. eluta
- A. e. flavida